# 塞拉西亞戰役
塞拉西亞战役（希臘語：Μάχη της Σελλασίας）于公元前222年爆發，由安提柯三世领导的马其顿王國和亚该亚同盟的聯軍對抗斯巴達克里昂米尼三世軍隊。战斗发生在拉科尼亚北部边境上的塞拉西亞，以马其顿和亚该亚聯軍获得胜利告终。

## 背景
公元前229年，斯巴达国王克里昂米尼三世占领了帖該亞（Tegea）、曼丁尼亚（Mantinea）、卡菲伊（Caphyae）和俄爾科墨諾斯（Orchomenus）等阿卡迪亚的重要战略城邦，它们与希腊中部强大的亞該亞同盟结盟。古代历史学家波利比烏斯和近代學者威廉·史密斯認為克里昂米尼使诈夺取了这些城邦，然而，現代學者理查德·塔尔伯特（Richard Talbert）和哈蒙德（N.G.L. Hammond）说那些城邦自己要求加入斯巴达的。前229年晚些时候，根据五长官（Ephor）的意向，克里昂米尼占领了貝比納（Belbina）附近的雅典娜神庙。貝比納是拉科尼亚的入口点之一，那时在斯巴达和邁加洛波利斯城间有归属争议。
當時占有伯罗奔尼撒半岛大部分面积的亚该亚同盟，对这些城市的占领回應是对斯巴达宣战。亚该亚統帥西庫昂的阿拉圖斯利用夜间攻击特格阿和俄爾科墨諾斯，但失败被迫撤退。克里昂米尼命令5000人的斯巴达军队进军阿卡迪亚，劫掠了亚该亚的领土，並在亚该亚大軍來臨前撤回。
与此同时，曾资助亚该亚同盟反对马其顿的埃及托勒密國王托勒密三世，决定转而支持斯巴达，因为他看到崛起的斯巴达比失败的亚该亚同盟能够对马其顿造成更大的威胁。公元前227年五月，亚拉图攻击了城邦厄利斯，该城遂向斯巴达求援，當亚该亚军队从伊利斯返回时受到了克里昂米尼的伏击而敗退。
克里昂米尼贿赂五长官让他们同意他继续战役，他入侵了邁加洛波利斯的领土，在那里他与亚该亚军队遭遇。雖然在一开始有些小挫敗，但斯巴达军齐心击溃了亚该亚军队。士气低落的亚该亚同盟在这一年没有再攻击斯巴达。克里昂米尼由于有了强势地位，开始有足够信心密谋反对五长官。招募少数追随者后，他与一群雇佣军回到斯巴达杀死所有是的五长官，除了其中一位待在神廟幸免于难。随着五长官制度的崩溃，克里昂米尼得以启动自己的社会、经济和军事改革，其中包括土地改革、取消债务，并将斯巴达军队转换成马其顿作戰方式的军队。
在公元前226年，曾被亚该亚占领的曼丁尼亚请求克里昂米尼协助驱逐亚该亚驻军。在他清除了该城的亚该亚驻军後，他把军队开进亚该亚，试图強迫亚该亚軍隊與他進行會战。斯巴达军在赫卡托拜烏姆戰役（Battle of hecatombaeum）遭遇了亚该亚全軍，并击溃了亚该亚軍。这次惨败迫使亚该亚寻求谈判，克里昂米尼要求他们向他投降。然而，在达成协议之前，克里昂米尼因病被迫返回斯巴达。
趁着谈判陷入僵局，亚拉图与马其顿国王安提柯三世开始接觸，希望馬其頓介入。然而，多数联盟城邦反对与马其顿谈判，因此亚拉图的计划被暂时取消。在一场快速遠征中，克里昂米尼设法夺取了克萊奧奈（Archaies Kleones）、阿尔戈斯、科林斯、埃爾米奧尼（Ermioni）、特羅森（Troezen）和埃皮达鲁斯等城邦。这一新的灾难迫使亚该亚向安提柯求援，他们把阿卡羅科林斯（Acrocorinth）、俄爾科墨諾斯、赫拉亞（Heraea）等城献给了后者，以求他帮助对抗克里昂米尼。

## 序幕
安提柯率20000步兵和1300骑兵南下，但與馬其頓敌对的埃托利亞同盟不願他们通過，封鎖他们往南的通道，安提柯只好經過埃维亚岛繞道进军伯罗奔尼撒。到达科林斯地峡后，马其顿军队发现了一系列防御工事，这是克里米昂尼为阻止他们跨越地峡修筑的。他们发动了数次企图破坏的防御工事的进攻，但被击退，且蒙受了相当大的损失。
阿尔戈斯在马其顿士兵的帮助下开始反抗斯巴达并驱逐他们的驻军。這個挫敗使得克里米昂尼被迫放弃他在地峡上的驻点，并撤退到阿卡迪亚。与此同时，安提柯重振了马其顿腓力二世的希腊联盟，以“联盟中的联盟”为名，希望把最多的希腊城邦纳入在这个联盟中。
安提柯夺取了阿卡迪亚的几个与克里米昂尼结盟的城邦。之後他返回到亚该亚解散了他的马其顿军队，使他们可以回馬其頓过冬。大约在这个时候，埃及的托勒密停止支持克里米昂尼，使得后者没钱给他的雇佣军发饷。为了获取金钱，克里米昂尼开始允许希洛人奴隶出一笔钱换取自由。
克里米昂尼得知安提柯解散他所有的马其顿部队，决定对亚该亚同盟发动突袭。他给人打算袭击阿尔戈斯领土的印象，但实际转向攻击邁加洛波利斯。斯巴达军在夜間從薄弱的地方突破邁加洛波利斯防御工事，并开始準備佔領整個城市。 邁加洛波利斯的市民并没有意识到这点，直到天亮后，由一些公民的組織了殿後行動，允许最尽可能多的邁加洛波利斯人逃脱。克里米昂尼告知邁加洛波利斯人只要他们与自己结盟，便可归还他们的城邦，但这一提议被拒绝。于是克里米昂尼下令劫掠该城，将其夷为平地。

## 战役
邁加洛波利斯被毁对亚该亚同盟的震动很大。克里米昂尼乘胜追击袭击了阿尔戈斯的领土，因为他知道安提柯由于缺乏士兵无法抵抗。 克里米昂尼还希望，对阿尔戈斯领土的突袭将使阿尔戈斯人对安提柯失去信心，因为他没能成功的保卫他们的土地，然而安提柯沉住氣，等待他的軍隊回來。現代學者沃尔班克（F. W. Walbank）描述这次袭击为“令人印象深刻的演示，但除了更清楚的表明克里米昂尼必然要在一次激战中被打败，没有其他效果。”
克里米昂尼占据了有利地势，把他的军队布置在奥林匹斯和埃瓦两山之间的河流沿岸的一条道路上。他的军队中有20000名步兵、其中有斯巴達古典重裝步兵、可能有斯巴达薩里沙長槍方陣（根据普鲁塔克，克里米昂尼配备了马其顿式長槍的2000名拉克戴蒙士兵）、珀里俄基人、雇佣军和大约650名骑兵。斯巴达方阵，根据个人克里米昂尼命令，构成了战线的右翼，布置与塞拉夏附近的奥林匹斯山顶，这支部队由轻步兵雇佣兵支援。盟军部队以及珀里俄基方阵由克里米昂尼的兄弟歐克里達斯（Eucleidas）率领。这些部队构成战线的左翼，布置于埃瓦山上。中间部队占据山谷由斯巴达骑兵组成，雇佣军策应。 克里米昂尼可能希望，用较高的战术地位弥补数量上的劣势。可以肯定的是，他下令挖一条战壕，并在部队最前线前布置一条栅栏。
安提柯召集他的馬其頓大軍，並與其他盟軍會合，總共率领大约30000人的优势兵力赶到战场，其中包括亚该亚同盟联军。這是自從公元前3世纪初以来的第一次，马其顿以真正的国家军队而非雇佣军对阵斯巴达。 安提柯亲自率领从马其顿带来的10000馬其頓方陣兵、3000輕盾兵（peltasts）和300骑兵，同时还有1000阿格瑞安人、1600伊利里亚人、1000加拉太人、3000名杂牌雇佣军和300骑兵。同盟派出的盟军有来自亚该亚的3000名步兵和300骑兵，维奥蒂亚的2000步兵和200骑兵，阿卡纳尼亚的1000步兵50骑兵、伊庇魯斯的1000步兵50骑兵。
安提柯让他的方阵面对斯巴达步兵，排列在山的對面。他的马其顿骑兵、亚该亚骑兵（由菲洛皮門率领）、亚历山大指挥下的维奥蒂亚人和雇佣军，被排列在敌人中央骑兵的对面。马其顿右翼向埃瓦山顶的斯巴达步兵發動攻擊，但是遭到最初与骑兵排在一起的敌方轻步兵从后面发动的攻击。安提柯的方阵腹背受敌，直到菲洛皮门不等待命令就率部下冲锋，替方阵解了围，迫使敌人的轻型部队撤退，从而确保马其顿的胜利。战斗结束后，安提柯赞扬了年轻将领菲洛皮门的机动性。据普鲁塔克的记载，6000斯巴达士兵中只有200人幸存下来，其他人宁死不降。克里米昂尼逃到埃及的亚历山大城，后来在那里死去。

### 脚注
1. ↑  波利比烏斯. 《歷史》, 2.46; 普魯塔克. 克里昂米尼傳, 4; Hammond & Walbank 2001，第342頁
2. ↑  波利比烏斯. 《歷史》, 2.46; 普魯塔克. 克里昂米尼傳, 4; Hammond & Walbank 2001，第342頁.
3. 1 2  Polybius. The Rise of the Roman Empire, 2.51; Green 1990，第249頁; Walbank 1984，第464頁; Hammond & Walbank 2001，第347頁.
4. ↑  普魯塔克. 克里昂米尼傳, 5; Hammond & Walbank 2001，第345頁.
5. ↑  普魯塔克. 克里昂米尼傳, 6; Smith 1873: "Cleomenes III （页面存档备份，存于）".
6. ↑  普魯塔克. 克里昂米尼傳, 7; Green 1990，第257頁; Hammond & Walbank 2001，第345頁.
7. ↑  普魯塔克. 克里昂米尼傳, 11; Green 1990，第257頁; Smith 1873: "Cleomenes III （页面存档备份，存于）".
8. ↑  普魯塔克. 克里昂米尼傳, 14; Green 1990，第258頁; Hammond & Walbank 2001，第347頁.
9. ↑  普魯塔克. 克里昂米尼傳, 15; Green 1990，第258頁; Hammond & Walbank 2001，第347頁.
10. ↑  Green 1990，第258頁.
11. ↑  Walbank 1984，第465頁; Green 1990，第259頁.
12. ↑  波利比烏斯. 《歷史》, 2.52 （页面存档备份，存于）;普魯塔克. 克里昂米尼傳, 20; Green 1990，第259頁.
13. ↑  普魯塔克. 克里昂米尼傳, 20.
14. ↑  波利比烏斯. 《歷史》, 2.53; 普魯塔克. 克里昂米尼傳, 21; Walbank 1984，第467頁.
15. ↑  Green 1990，第260頁; Habicht 1997，第178頁.
16. ↑  波利比烏斯. 《歷史》, 2.54; 普魯塔克. 克里昂米尼傳, 23; Hammond & Walbank 2001，第353頁.
17. ↑  普魯塔克. 克里昂米尼傳, 23; Green 1990，第260頁.
18. ↑  波利比烏斯. 《歷史》, 2.55;普魯塔克. 克里昂米尼傳, 23.
19. ↑  波利比烏斯. 《歷史》, 2.55; 普魯塔克. 克里昂米尼傳, 24; Walbank 1984，第471頁; Hammond 1989，第326頁.
20. ↑  波利比烏斯. 《歷史》, 2.64; Walbank 1984，第471頁.
21. ↑  Walbank 1984，第471頁.

### 第一手资料
- Plutarch; Richard Talbert (trans.). . . New York, New York: Penguin Classics. 1988. ISBN 0-14-044463-7.
- Polybius; Frank W. Walbank (trans.). . New York, New York: Penguin Classics. 1979  [2012-05-09]. ISBN 0-14-044362-2. （原始内容存档于2020-08-13）.

### 第二手资料
- Avi-Yonah, Michael; Shatzman, Israel. . New York, New York: Harper & Row. 1975  [2012-05-09]. ISBN 0-06-010178-4. （原始内容存档于2020-05-19）.
- Green, Peter. . Los Angeles, California: University of California Press. 1990  [2012-05-09]. ISBN 0-520-08349-0. （原始内容存档于2020-08-15）.
- Habicht, Christian. . Cambridge, Massachusetts: Harvard University Press. 1997  [2012-05-09]. ISBN 0-674-05111-4. （原始内容存档于2020-05-19）.
- Hammond, Nicholas Geoffrey Lemprière. . Oxford, United Kingdom: Clarendon Press. 1989  [2012-05-09]. ISBN 0-19-814883-6. （原始内容存档于2020-05-19）.
- Hammond, Nicholas Geoffrey Lemprière; Walbank, Frank William. . Oxford, United Kingdom: Oxford University Press. 2001  [2012-05-09]. ISBN 0-19-814815-1. （原始内容存档于2020-11-23）.
- Lemprière, John. . London, United Kingdom: Bracken Books. 1984. ISBN 0-946495-12-2.
- Smith, William. . London, United Kingdom: John Murray. 1873.
- Walbank, Frank William. . Cambridge, United Kingdom: Cambridge University Press. 1984  [2012-05-09]. ISBN 0-521-23445-X. （原始内容存档于2020-10-21）.